# Station Margate
Margate is een spoorwegstation van National Rail in Margate, Thanet in Engeland. Het station is eigendom van Network Rail en wordt beheerd door Southeastern. Het station is geopend in 1863. Het station is Grade II listed.

## Regionale hogesnelheidstrein
- 1x per uur Regionale hogesnelheidstrein Londen St Pancras - Statford International - Ebbsfleet International - Ashford International - Canterbury West - Ramsgate - Broadstairs - Margate.